# Cachorro López
Gerardo Horacio López von Linden (Buenos Aires, 3 de março de 1956), conhecido profissionalmente como Cachorro López, é um produtor musical, músico e compositor argentino.
Já trabalhou com importantes bandas e artistas latino-americanos como Los Abuelos de la Nada, Miguel Mateos/ZAS, El Cuarteto de Nos, Los Amigos Invisibles, Caifanes, Cristian Castro, RBD, Diego Torres, Kudai, Miranda!, Tan Biónica, Paulina Rubio, Julieta Venegas, Enanitos Verdes, Bersuit Vergarabat, Belanova e Turf.